# 쿠르트 토마스

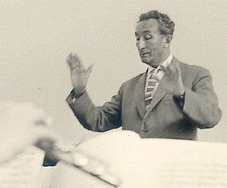
지휘 중인 쿠르트 토마스.

쿠르트 토마스(Kurt Georg Hugo Thomas, 1904년 5월 25일 ~ 1973년 3월 31일)는 독일의 작곡가, 지휘자, 음악 교육인이다.
토마스는 퇴닝에서 태어났다. 1922년 4월 21일 아비투어를 수료하고 라이프치히 대학교에서 법과 음악을 공부했다. 1925년 학업을 마치고 라이프치히 음악연극대학교에서 음악 이론 강사로 일했다.
라이프치히 성 토머스 교회의 합창장을 비롯하여 교회합창 분야에서 중점적으로 활약하였다. 특히 바흐의 합창곡에 관해서는 세계 최고의 권위자로 간주된다.
바트외인하우젠에서 사망했다.